# Novinski članak
Novinski članak naziv je za cjeloviti prozni uradak, pisan najčešće u obliku kraćeg sastavka na razne teme, koji jasnim i sažetim obavještajnim novinarskim stilom donosi informacije, komentar ili kritiku.
Postoji više vrsta članaka, obzirom na duljinu teksta, tematiku i način pisanja tj. obrade teme:
- agencijski članci, kratki i sažeti napisi, nerijetko u manje od desetak rečenica, s ciljem donošenja informacija izravno s terena i kao izvor i polazišna točka novinarima u razradi određenog dgoađaja, zbivanja ili teme,
- uvodnici, najčešće ih pišu glavni urednici, objavljuju se na prvim stranicama časopisa, uz ili ispred impresuma,
- polemički članci, u njih ulaze kolumne i podlistci (feljtoni) u kojima autori iznoseći svoj stav i argumentaciju iznose kritiku i komentar na određen događaj, stanje ili temu, tj. polemiziraju,
- tipski (tematski) članci, strogo određeni temom, primjerice članci u rubrikama crne kronike, novosti, športske, kulturne i inih rubrika.

Novinske članke valja razlikovati od enciklopedijskih, znanstvenih i stručnih članaka.

## Vanjske poveznice
- Hrvatski jezični portal / člának